# Municipio de Mound (condado de Phillips)
El municipio de Mound (en inglés: Mound Township) es un municipio ubicado en el condado de Phillips en el estado estadounidense de Kansas. En el año 2010 tenía una población de 144 habitantes y una densidad poblacional de 1,55 personas por km².

## Geografía
El municipio de Mound se encuentra ubicado en las coordenadas 39°47′6″N 99°27′33″O / 39.78500, -99.45917. Según la Oficina del Censo de los Estados Unidos, el municipio tiene una superficie total de 93.08 km², de la cual 93,08 km² corresponden a tierra firme y (0 %) 0 km² es agua.

## Demografía
Según el censo de 2010, había 144 personas residiendo en el municipio de Mound. La densidad de población era de 1,55 hab./km². De los 144 habitantes, el municipio de Mound estaba compuesto por el 96,53 % blancos, el 1,39 % eran asiáticos y el 2,08 % eran de una mezcla de razas. Del total de la población el 2,08 % eran hispanos o latinos de cualquier raza.